# Kosen rufu
Kosen Rufu è un'espressione che si ritrova nella più diffusa traduzione cinese del Sutra del Loto, compiuta da Kumarajiva e a suoi collaboratori intorno al 406 d.C.Derivata dalla pronuncia giapponese del testo cinese, l'espressione risulta composta dal carattere ko (広) che significa letteralmente "ampio", "vasto", sen (宣), che significa "dichiarare", e rufu (流布) "propagare".
Nel buddismo di Nichiren, secondo l'interpretazione che ne dà la scuola buddista laica Soka Gakkai, questa espressione indica la pace e la prosperità del mondo secolare, raggiunte attraverso la diffusione dell'insegnamento corretto del Buddha. Nichiren individua il Sutra del Loto come il sutra contenente la parte più essenziale dell'insegnamento del Buddha Storico, Shakyamuni.
Con «Kosen-Rufu» non si intende la pace semplicemente come "assenza di guerre": il concetto è ben più ampio. 
Come ampiamente spiegato nei suoi scritti, uno tra tutti il trattato Risshō Ankoku Ron (立正安国論, Assicurare la pace nel paese attraverso la propagazione del vero Buddismo, 1260), Nichiren legava fortemente la pace e la prosperità della società alla pace e realizzazione che ogni singolo individuo si sforza di realizzare nella propria vita.
Si potrebbe definire come pace ampia, che riguarda sia l'interiorità e la vita personale, sia l'ambiente sociale. Questa condizione è ottenuta attraverso un radicale cambiamento nel cuore delle persone, nella maniera più ampia possibile, attraverso l'adozione di valori umanistici, primo fra tutti l’assoluto rispetto per la dignità della vita. Intendendo la vita in senso lato, questo rispetto si rivolge sia alla propria vita, sia a quella degli altri esseri. L’espressione kosen-rufu appare nella traduzione cinese del ventitreesimo capitolo del Sutra del Loto, dal titolo "Precedenti vicende del bodhisattva Re della medicina": «Dopo la mia estinzione, nell’ultimo periodo di cinquecento anni, dovrai diffonderlo in tutto Jambudvipa e non permettere mai che la sua diffusione sia interrotta». In particolare,  «dovrai diffonderlo [il Sutra del Loto]» viene resa da Nichiren Daishonin con il termine kosen-rufu.
Kosen-rufu dunque implica una pratica buddista profondamente consapevole delle questioni sociali. Nichiren Daishonin, a differenza di molte delle scuole buddiste sue contemporanee, poneva l’accento su kosen-rufu legando indissolubilmente la felicità individuale, o Illuminazione, alla pace e alla felicità di tutti i componenti della società. Nichiren dunque correggeva la posizione delle altre scuole buddiste del suo tempo, secondo cui l’Illuminazione fosse solo un'esperienza privata e interiore. Altro errore che Nichiren individuava nelle scuole buddiste del suo tempo, era quella che il buddismo consistesse nell'accumulare meriti karma positivo con lo scopo di ottenere l'illuminazione in una prossima vita. In entrambi i casi, queste idee errate portavano secondo Nichiren a una rassegnazione che in ultima analisi impedisce di superare la sofferenza e trasformare positivamente la società. Il punto chiave del buddismo di Nichiren è invece che il praticante può realizzare la vera felicità "qui e ora". Lo stato vitale di Buddità, secondo Nichiren non è tanto un obiettivo in sé, quanto la base per un'azione compassionevole, un processo continuo che va mantenuto e rafforzato agendo nel concreto, per il benessere e la felicità di se stessi e delle altre persone..
Diverse scuole buddiste che si rifanno all'insegnamento di Nichiren propongono interpretazioni anche diverse del termine. Si veda ad esempio l'interpretazione che ne dà la Nichiren Shoshu un'altra scuola buddista che si rifà all'insegnamento di Nichiren, e da cui la Soka Gakkai ha preso le distanze nel 1991.